# 공리주의 (책)

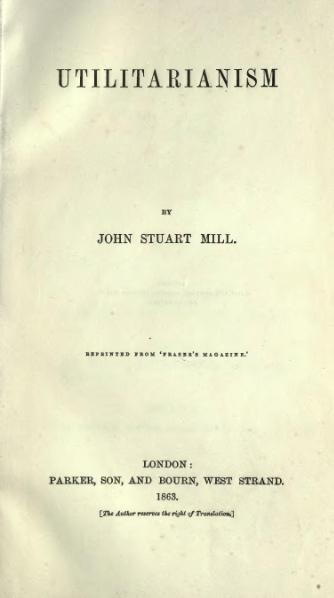

⟪공리주의⟫(Utilitarianism)는 영국의 철학자 존 스튜어트 밀의 저서로, 1854년부터 1859년에 걸쳐 집필하여 1861년 <프레이저즈 매거진>에 발표, 1863년 단행본으로 간행되었다.
이 책에서 공리주의의 원리란 "행위는 행복을 증진하는 정도에 따라 바르게 되며 불행을 낳는 정도에 따라 나쁘게 된다. 행복이란 쾌락 또는 고통의 결여이며 불행이란 고통 또는 쾌락의 박탈이다"라고 정의된다. 이런 의미에서 그는 벤담이 말한 공리의 원리를 바르게 계승하였으나 벤담이 개인의 쾌락을 단순히 양적으로 계산되는 것이라 한 데 대하여 밀은 쾌락에는 고급에서 저급에 이르는 질적인 차이가 있다고 하여 벤담 주의에 수정을 가하였다. 즉 그는 개개인의 쾌락은 사회의 행복을 기도하는 것과 모순되지 않는다고 하였으며, 그 때문에 애타심(愛他心)과 정의의 관념을 강조하였다. 이와 같이 그는 자본주의 사회에 있어서의 모순과 그 사회의 이질적 구성(귀족·부르주아·노동자)을 인정하고 그 속에서 어떻게 하여 공리의 원리에 따라 당시의 사회적 모순을 조정하는가를 고찰했는데 그러한 의미에서 과도기의 사상가라고도 평가된다.